# Liubov Vólossova
Liubov Mikhàilovna Vólossova –en rus, Любовь Михайловна Волосова– (Taixtip, 16 d'agost de 1982) és una esportista russa que va competir en lluita estil lliure.
Va participar en els Jocs Olímpics de Londres 2012, obtenint una medalla de bronze en la categoria de 63 kg. Va guanyar 4 medalles al Campionat Mundial de Lluita entre els anys 2001 i 2010, i 3 medalles al Campionat Europeu de Lluita entre els anys 2004 i 2010.

## Palmarès internacional
| Jocs Olímpics     | Jocs Olímpics         | Jocs Olímpics | Jocs Olímpics |
| Any               | Lloc                  | Medalla       | Categoria     |
| ----------------- | --------------------- | ------------- | ------------- |
| 2012              | Londres ( Regne Unit) | 3             | Lliure 63 kg  |
| Campionat Mundial |                       |               |               |
| Any               | Lloc                  | Medalla       | Categoria     |
| 2001              | Sofia ( Bulgària)     | 2             | Lliure kg     |
| 2008              | Tòquio ( Japó)        | 2             | Lliure 63 kg  |
| 2009              | Herning ( Dinamarca)  | 2             | Lliure 63 kg  |
| 2010              | Moscou ( Rússia)      | 3             | Lliure 63 kg  |
| Campionat Europeu |                       |               |               |
| Any               | Lloc                  | Medalla       | Categoria     |
| 2004              | Haparanda ( Suècia)   | 3             | Lliure 59 kg  |
| 2006              | Moscou ( Rússia)      | 1             | Lliure 59 kg  |
| 2010              | Bakú ( Azerbaidjan)   | 1             | Lliure 63 kg  |